# Живокость талышская
Живоко́сть талы́шская, или Дельфи́ниум талы́шский (лат. Delphinium talyschense) — вид многолетних травянистых растений из рода Живокость (Delphinium) семейства Лютиковые (Ranunculaceae). Вид был впервые описан российским ботаником Н.Н. Цвелёвым в 1959 году.

## Ботаническое описание
Околоцветник со шпорцем зигоморфный; имеет пять лепестков; соцветие кисть. У листьев членение перистое, листья простые, имеют форма округлую форму. Листорасположение на побеге очерёдное. Плоды сухого типа; сухой листовки.

## Распространение
Описан с территории Талыша.